# Sergi Rosanas
Sergi Rosanas Moragas (Cabrera de Mar, 29 januari 2001) is een Spaans voetballer die als verdediger voor AE Prat speelt.

## Carrière
Sergi Rosanas speelde in de jeugd van UE Vilassar de Mar en FC Barcelona. Hij debuteerde voor FC Barcelona Atlètic, het tweede elftal van FC Barcelona, op 24 januari 2021, in de met 2-1 gewonnen thuiswedstrijd tegen UE Olot. Hij moest na zes minuten het veld verlaten vanwege een kruisbandblessure, die er voor zorgde dat hij de rest van het seizoen miste. Pas in het einde van het seizoen 2022/23 kwam hij weer een paar wedstrijden in actie. Nadat zijn contract bij Barcelona in 2023 afliep, tekende hij een contract voor twee seizoenen bij Sparta Rotterdam. Hij miste hier een groot deel van de eerste seizoenshelft door een enkelblessure. Rosanas debuteerde voor Sparta op 20 december 2023, in de met 2-0 verloren bekerwedstrijd tegen ADO Den Haag. Hij begon in de basis en werd in de rust vervangen door Rayvien Rosario. Aan het einde van het seizoen viel hij nog tweemaal in in de Eredivisie. In het seizoen 2024/25 maakte hij helemaal geen deel meer uit van de selectie van Sparta. In de winterstop werd zijn contract ontbonden, waarna hij terugkeerde naar Spanje, waar hij bij AE Prat aansloot.

### Statistieken
| Seizoen                   | Club                  | Land           | Competitie         | Competitie | Competitie | Beker | Beker | Totaal | Totaal |
| Seizoen                   | Club                  | Land           | Competitie         | Wed.       | Dlp.       | Wed.  | Dlp.  | Wed.   | Dlp.   |
| ------------------------- | --------------------- | -------------- | ------------------ | ---------- | ---------- | ----- | ----- | ------ | ------ |
| 2018/19                   | FC Barcelona Atlètic  | Spanje         | Segunda División B | 0          | 0          | –     | –     | 0      | 0      |
| 2020/21                   | FC Barcelona Atlètic  | Spanje         | Segunda División B | 1          | 0          | –     | –     | 1      | 0      |
| 2022/23                   | FC Barcelona Atlètic  | Spanje         | Primera Federación | 5          | 0          | –     | –     | 5      | 0      |
| 2023/24                   | Sparta Rotterdam      | Nederland      | Eredivisie         | 2          | 0          | 1     | 0     | 3      | 0      |
| 2023/24                   | Jong Sparta Rotterdam | Nederland      | Tweede divisie     | 5          | 1          | –     | –     | 5      | 1      |
| 2024/25                   | Sparta Rotterdam      | Nederland      | Eredivisie         | 0          | 0          | 0     | 0     | 0      | 0      |
| 2024/25                   | AE Prat               | Spanje         | Tercera Federación | 8          | 0          | 0     | 0     | 8      | 0      |
| Carrièretotaal            | Carrièretotaal        | Carrièretotaal | Carrièretotaal     | 21         | 1          | 1     | 0     | 22     | 1      |
| Bijgewerkt op 4 juni 2025 |                       |                |                    |            |            |       |       |        |        |